# Calle Clang
Calle Gustaf Joel Clang, född 20 maj 2002 i Olofström, är en svensk professionell ishockeymålvakt som spelar för Rögle BK i SHL. Han har tidigare spelat för Kristianstads IK i Hockeyallsvenskan. Han draftades av Pittsburgh Penguins som 77:e spelare i NHL-draften 2020 och hans NHL-rättigheter ägs nu av Anaheim Ducks. Clangs moderklubb är Olofströms IK.